# Romel Morales
Romel Morales Ramírez (n. Villavicencio, Colombia; 23 de agosto de 1997) es un futbolista colombo-malasio. Se desempeña como Mediocampista ofensivo y su equipo actual es el Johor Darul Takzim FC de la Superliga de Malasia. Es internacional con la Selección de fútbol de Malasia.

## Trayectoria

### Inicios
Inició en una escuela de fútbol muy conocida en Bogotá la Churta-Millos FC, luego por decisión de sus padres toma rumbo al sur del continente donde en un principio llega al River Plate a los 14 años de edad junto a Éder Álvarez Balanta.

### Banfield
En 2014 llegó a las inferiores de Banfield. El 20 de marzo de 2016 hizo su debut profesional en Banfield en reemplazo de Walter Erviti, frente a River Plate, por la octava fecha del Campeonato de Primera División 2016, en un encuentro disputado en el Estadio Monumental Antonio Vespucio Liberti de Buenos Aires. El mismo terminó con paridad de 1 a 1.

### PKNS
Luego 6 años en territorio argentino donde realizó su proceso de formación y posterior debut en 2016 decide continuar su carrera en Asia, más precisamente en Malasia, donde ficha con uno de los grandes de ese país, el PKNS.
Debutaría el 3 de febrero de 2018 en el empate a 2 tantos contra el Terengganu, convirtiéndose de esa manera en el primer colombiano de la historia en jugar en ese país asiático.

## Selección nacional
Después de una estancia de cinco años en Malasia, el 19 de diciembre de 2023, Morales fue anunciado en la lista preliminar de la Selección de fútbol de Malasia, para un campo de entrenamiento centralizado antes de la Copa Asiática AFC 2023 celebrada en Qatar.

## Clubes
| Club               | País      | Año         |
| ------------------ | --------- | ----------- |
| Banfield           | Argentina | 2016 - 2017 |
| PKNS               | Malasia   | 2018 - 2019 |
| Melaka United      | Malasia   | 2020        |
| Kuala Lumpur       | Malasia   | 2021 - 2023 |
| Johor Darul Takzim | Malasia   | 2024 - act  |

## Estadísticas

### Clubes
- Actualizado el 23 de abril de 2023.

| Club                  | Div                 | Temporada           | Liga  | Liga  | Copa Nacional | Copa Nacional | Copa Internacional | Copa Internacional | Total | Total |
| Club                  | Div                 | Temporada           | Part. | Goles | Part.         | Goles         | Part.              | Goles              | Part. | Goles |
| --------------------- | ------------------- | ------------------- | ----- | ----- | ------------- | ------------- | ------------------ | ------------------ | ----- | ----- |
| Banfield Argentina    | 1.ª                 | 2016                | 1     | 0     | 0             | 0             | -                  | -                  | 1     | 0     |
| Banfield Argentina    | 1.ª                 | 2016-17             | 0     | 0     | 0             | 0             | -                  | -                  | 0     | 0     |
| Banfield Argentina    | Total               | Total               | 1     | 0     | 0             | 0             | 0                  | 0                  | 1     | 0     |
| PKNS Malasia          | 1.ª                 | 2018                | 21    | 3     | 14            | 5             | -                  | -                  | 35    | 8     |
| PKNS Malasia          | 1.ª                 | 2019                | 22    | 7     | 9             | 2             | -                  | -                  | 31    | 9     |
| PKNS Malasia          | Total               | Total               | 43    | 10    | 23            | 7             | 0                  | 0                  | 66    | 17    |
| Malaka United Malasia | 1.ª                 | 2020                | 11    | 3     | 1             | 0             | -                  | -                  | 12    | 3     |
| Malaka United Malasia | Total               | Total               | 11    | 3     | 1             | 0             | 0                  | 0                  | 12    | 3     |
| Kuala Lumpur Malasia  | 1.ª                 | 2021                | 22    | 5     | 11            | 10            | -                  | -                  | 33    | 15    |
| Kuala Lumpur Malasia  | 1.ª                 | 2022                | 18    | 5     | 5             | 2             | 7                  | 2                  | 30    | 9     |
| Kuala Lumpur Malasia  | 1.ª                 | 2023                | 20    | 8     | 4             | 2             | -                  | -                  | 24    | 10    |
| Kuala Lumpur Malasia  | Total               | Total               | 60    | 18    | 20            | 14            | 7                  | 2                  | 87    | 34    |
| Total en su carrera   | Total en su carrera | Total en su carrera | 115   | 31    | 44            | 21            | 7                  | 2                  | 166   | 54    |

### Selección nacional
| Selección        | Año              | Amistosos | Amistosos | Copa Asiática | Copa Asiática | Copa Mundial | Copa Mundial | Eliminatorias Mundialistas | Eliminatorias Mundialistas | Total | Total |
| Selección        | Año              | Part.     | Goles     | Part.         | Goles         | Part.        | Goles        | Part.                      | Goles                      | Part. | Goles |
| ---------------- | ---------------- | --------- | --------- | ------------- | ------------- | ------------ | ------------ | -------------------------- | -------------------------- | ----- | ----- |
| Malasia Mayores  |                  |           |           |               |               |              |              |                            |                            |       |       |
| 2024             | --               | --        | 3         | 1             | --            | --           | --           | --                         | 3                          | 1     |       |
| Total            | 0                | 0         | 3         | 1             | 0             | 0            | 0            | 0                          | 3                          | 1     |       |
| Total en Malasia | Total en Malasia | 0         | 0         | 0             | 0             | 0            | 0            | 0                          | 0                          | 3     | 1     |